# Nederlandse uilebaard

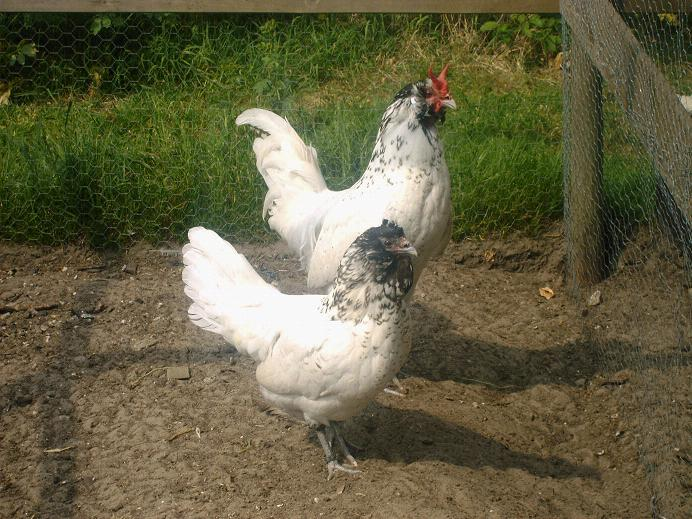
Uilebaard Moorkop wit

Historische afbeelding uit 1881

De Nederlandse uilebaard is een van de oudste Nederlandse kippenrassen. Op schilderijen uit de vroege 17e eeuw is al een kip te zien die de eigenschappen bezit van de Nederlandse uilebaard.

## Kenmerken
Deze kip is verwant aan de kuifhoenders, iets wat te zien is aan een klein plukje veren boven op de kop en aan de opstaande neusgaten. Andere typische kenmerken van de uilebaarden zijn de baard en bij de haan ook de hoorntjeskam. Het is belangrijk voor de keuring dat de 'hoorntjes' recht staan en niet te veel een V-vorm hebben. De Nederlandse uilebaarden leggen witte eieren en worden niet snel broeds. Het is een zeer sterk ras. Omdat Nederlandse uilebaarden behoren tot de oud-Nederlandse rassen, worden ze (mits gehouden onder strenge hygiënische omstandigheden) niet geruimd bij een uitbraak van vogelgriep.

## Kleurslagen
De kleurslagen die voorkomen zijn zwart, blauw, wit, koekoek, goud-zwartgeloverd, zilver-zwartgeloverd, geel-witgeloverd en moorkop-wit, moorkop-goudgeel (moorkop citroen) en moorkop-goudbruin (moorkop goud). Ook goud- en zilverpellen zijn erkend, maar komen bijna niet meer voor.
Moorkop is een kleurslag die alleen bij de uilebaarden voorkomt. Momenteel wordt er gewerkt aan de erkenning van de Brabanter in deze kleur. De kippen in deze kleur hebben een eenkleurig lichaam. In de hals beginnen wat zwarte veren te verschijnen en de kop is voornamelijk zwart.
Ondanks alle corona-perikelen werd er op de Kernhemshow te Ede eind oktober 2021 toch 1 hen in een nieuwe creatie tentoongesteld: moorkop wit blauw getekend. Hierbij waren de eerder genoemde zwarte veren blauw van kleur.